# 北京宽沟会议中心
北京宽沟会议中心，位于北京市怀柔区宽沟路1号，是北京市人民政府办公厅直属事业单位。

## 简介
北京宽沟会议中心原名北京市人民政府宽沟招待所，成立于1982年9月7日。一面临水，三面环山，占地面积3000多亩。北京宽沟会议中心设有各型客房、多功能厅、餐厅、休闲中心、康体中心、运动中心、温泉水疗中心等，并设有各型会议室20多个，另外还有商场、商务中心、医务室等设施。
北京宽沟会议中心2003年9月通过了ISO9001、ISO14001、GB／T28001国际标准体系认证，2004年9月加入“金钥匙”组织，2005年10月通过了中国饭店协会5A级“中国绿色饭店”认证。2014年，宽沟招待所成为“北京市2014-2015年度党政机关会议定点协议单位政府采购项目中标供应商”之一。2014年，宽沟招待所更名为北京宽沟会议中心。
截至2016年，北京宽沟会议中心下辖9个分支机构：雁栖景园、雁栖山庄、长安宽沟酒楼、宽沟全聚德烤鸭店、生态餐厅、宽沟国际旅行社、政宽物业公司、北戴河接待处、康源饮用水有限公司。